# 分節化
音声の分節化（ぶんせつか、英: segmentation、独: Segmentierung、仏: segmentation）とは、特に発達言語学で、乳児が一続きの発声の中からアクセントや繰り返しを基にして音節、モーラ、単語といった意味をなす単位の区切りを探していく過程を指す。下前頭回や上側頭回、大脳基底核などの領域が関与すると考えられている。